# Challenger di Roseto degli Abruzzi
Il Challenger di Roseto degli Abruzzi, noto anche come Regione Abruzzo Aterno Gas & Power Cup per ragioni di sponsorizzazione, è un torneo professionistico di tennis giocato sui campi in terra rossa del Tennis Club Roseto a Roseto degli Abruzzi, in Italia. Fa parte dell'ATP Challenger Tour, le prime due edizioni rientravano nella categoria Challenger 80 con un montepremi di €45.730 e si sono svolte nel marzo 2022.

## Albo d'oro

### Singolare
| Anno    | Campione        | Finalista         | Punteggio        |
| ------- | --------------- | ----------------- | ---------------- |
| 2023    | Filip Misolic   | Raphaël Collignon | 4–6, 7–5, 7–6(6) |
| 2022 II | Manuel Guinard  | Tseng Chun-hsin   | 6–1, 6–2         |
| 2022 I  | Carlos Taberner | Nuno Borges       | 6–2, 6–3         |

### Doppio
| Anno    | Campioni                        | Finalisti                           | Punteggio           |
| ------- | ------------------------------- | ----------------------------------- | ------------------- |
| 2023    | Dan Added Titouan Droguet       | Jacopo Berrettini Andrea Pellegrino | 6–2, 1–6, [12–10]   |
| 2022 II | Franco Agamenone Manuel Guinard | Ivan Sabanov Matej Sabanov          | 7–6(2), 7–6(3)      |
| 2022 I  | Hugo Nys Jan Zieliński          | Roman Jebavý Philipp Oswald         | 7–6(2), 4–6, [10–3] |